# I Am Cait
I Am Cait fue un programa de telerrealidad estadounidense que narraba la vida de la personalidad Caitlyn Jenner después de su transición de género. Se estrenó el 26 de julio de 2015 a través de la cadena de televisión E!. La serie se enfocaba en la «nueva normalidad» para Jenner y exploraba los cambios en la relación con su familia y amigos. El programa también mostró como Jenner se ajusta a lo que considera su rol como modelo a seguir para la comunidad transgénero.
Durante su primera temporada, I Am Cait recibió reseñas positivas por parte de la crítica especializada. Los profesionales elogiaron el enfoque de la serie sobre los problemas sociales que enfrenta la comunidad transgénero y su influencia en la forma en que los estadounidenses ven y entienden a las personas transgénero en general. También señalaron el tono informativo y serio del programa, a diferencia de Keeping Up with the Kardashians, una serie de realidad que Jenner ha protagonizado con su familia desde 2007. En octubre, el programa anunció su segunda temporada, que se estrenó el 6 de marzo de 2016.
Sin embargo, en agosto de 2016, E! canceló la serie después de su segunda temporada, debido al bajo número de espectadores.

## Producción
La cadena anunció el estreno de la serie el 24 de abril de 2015, después de que Caitlyn Jenner (en ese entonces Bruce) se identificó así misma como una mujer transgénero durante una entrevista con Diane Sawyer en el programa 20/20. Según Jeff Olde, jefe de programación de E!, «Bruce es increíblemente valiente y una inspiración, y estamos orgullosos de que nos haya confiado esta historia profundamente personal e importante». Olde también añadió que «la serie presentará una apariencia sin filtro de cuando Bruce entra, de manera audaz, a un territorio desconocido y es fiel a sí mismo por primera vez». Además, la serie seleccionó a un grupo de personas influyentes, como Jennifer Finney Boylan, la doctora Marie Keller y Susan P. Landon, para mantener al programa de forma perspicaz y también como representantes de GLAAD, una organización enfocada en los derechos de la comunidad LGBTQ. El primer tráiler de la serie, bajo el título de I Am Cait, se publicó el 3 de junio de 2015, después de que Jenner se presentó así misma como Caitlyn en una entrevista para la revista Vanity Fair.
La idea detrás del programa, que documentaría la transición de género de Caitlyn Jenner, se presentó aproximadamente un año antes de que la serie se anunciara ante el público. Jeff Jenkins, uno de los productores de Keeping Up with the Kardashians, recibió una llamada sobre una reunión con Jenner, lo que confirmó los rumores de su transición. La serie fue confirmada varios meses después, una vez que Jenner tuvo la idea correcta sobre el propósito de la serie. Según Jenkins, las razones por las cuales Jenner aceptó el programa serían: «porque había estado tan obsesionada con la historia y es por eso que, en mi opinión, decidió ... así que esperó poder contarlo todo de forma correcta». Más tarde, Jenner explicó las razones para contar su vida en la televisión en uno de sus videos promocionales: «Por qué decidí hacer una serie? Estoy contando mi historia ... Se trata de llegar a ser quién realmente eres».
Varios días después de la entrevista con Diane Sawyer, E! transmitió un episodio especial de Keeping Up with the Kardashians de dos partes, titulado About Bruce, en el que Jenner contó otro lado de su historia con familiares que no aparecieron en la entrevista con 20/20. Dee Lockett, quien escribió para el blog de noticias Vulture, especuló que las entrevistas fueron «preparadas estratégicamente para la transición de Caitlyn para convertirse en la próxima celebridad que debe verse en su programa, [I Am Cait]». Afirmó que Jenner ha estado apareciendo en el programa de su familia desde su introducción, pero que fue considerada como un personaje secundario. Lockett también señaló que el especial «fue una prueba, tanto para Caitlyn como para E!, con el objetivo de que los fanáticos vieran su serie de realidad favorita con uno de sus personajes menos apreciados como protagonista».
El programa se estrenó en E!, la misma cadena que emite Keeping Up with the Kardashians, la serie de realidad que Jenner ha protagonizado con su familia desde 2007. I Am Cait fue producido por Bunim/Murray Productions, la misma compañía encargada de crear Keeping Up With the Kardashians; Gil Goldschein, Jeff Jenkins, Farnaz Farjam, Andrea Metz, Melissa Bidwell y Jenner se desempeñaron como los productores ejecutivos. Jenner realizó una transmisión privada del estreno una semana antes de su emisión oficial, mientras que el primer episodio de I Am Cait fue presentado ante los críticos en Manhattan dos días después. La serie se estrenó en medio de una ola de programación relacionada con problemas de transgéneros, entre ellos los programas de realidad I Am Jazz de TLC y Becoming Us de ABC Family.
En octubre de 2015, la cadena anunció la segunda temporada de la serie. Jeff Olde, vicepresidente ejecutivo de E!, declaró que: «La historia de Caitlyn ha generado un discurso global sobre la comunidad transgénero en una escala que nunca antes se había visto». El ejecutivo añadió: «Estamos orgullosos de que Caitlyn haya elegido compartir su historia con nuestros televidentes». La segunda temporada se estrenó el 6 de marzo de 2016.

### Elenco
El programa presentó a una gran variedad de miembros de la comunidad transgénero que se han convertido en parte del círculo íntimo de Jenner a lo largo de la serie con sus propias subtramas para ofrecer información sobre la población transgénero. Candis Cayne, Jennifer Finney Boylan, Chandi Moore, Zackary Drucker y Kate Bornstein se presentaron durante las dos temporadas del programa. Jen Richards formó parte del elenco, pero se retiró después de la primera temporada. La estilista personal de Jenner, Courtney Nanson, también estuvo presente en la serie. La asistente personal y mejor amiga de Jenner, Ronda Kamihira, solamente apareció en la primera temporada. A partir de la segunda temporada, una mujer transgénero de 18 años, Ella Giselle, estuvo presente.

## Episodios
| Temporada | Temporada | Episodios | Episodios | Emisión original    | Emisión original         |
| Temporada | Temporada | Episodios | Episodios | Primera emisión     | Última emisión           |
| --------- | --------- | --------- | --------- | ------------------- | ------------------------ |
|           | 1         | 8         | 8         | 26 de julio de 2015 | 13 de septiembre de 2015 |
|           | 2         | 8         | 8         | 6 de marzo de 2016  | 24 de abril de 2016      |

### Temporada 1 (2015)
| N.º en serie | N.º en temp. | Título                  | Fecha de emisión original | Audiencia (millones) |
| --- | ------------ | ----------------------- | ------------------------- | -------------------- |
| 1 | 1            | «Meeting Cait»          | 26 de julio de 2015       | 2.73                 |
| Caitlyn Jenner finalmente anuncia su nueva identidad ante el público y comparte la noticia con su familia por primera vez. Jenner se pone extremadamente nerviosa antes encontrarse con su madre, Esther, a quien inicialmente le cuesta aceptar los cambios. La hija de Jenner, Kylie, visita inesperadamente su casa y ayuda a Jenner con sus extensiones. Poco después, recibe la visita de su hijastra Kim Kardashian y su esposo Kanye West. A lo largo del episodio, Jenner habla sobre las tasas de suicidio significativamente altas entre adolescentes transgénero y luego visita a los padres de Kyler Prescott, una de las víctimas de la transfobia. |              |                         |                           |                      |
| 2 | 2            | «The Road Trip: Part 1» | 2 de agosto de 2015       | 1.29                 |
| Jenner invita a una cena a seis de los miembros más activos en la comunidad transgénero: Zackary Drucker, Jen Richards, Drian Juárez, Jennifer Finney Boylan, Chandi Moore y Candis Cayne. El grupo realiza un viaje por la carretera al condado de Sonoma, California, y las nuevas amigas de Jenner se preguntan si es una persona adecuada para convertirse en su nuevo portavoz debido a su estatus de celebridad privilegiada. |              |                         |                           |                      |
| 3 | 3            | «The Road Trip: Part 2» | 9 de agosto de 2015       | 1.20                 |
| Caitlyn quiere darle a sus nuevas amigas el viaje de sus vidas y la desafían a derribar sus muros y ponerse personal. Jenner debe encontrar una manera de equilibrar sus viejas amistades con las nuevas. |              |                         |                           |                      |
| 4 | 4            | «Family Interference»   | 16 de agosto de 2015      | 1.32                 |
| Candis Cayne invita a Caitlyn a un descanso. Kim y Khloé Kardashian discuten los comentarios de Cait dirigidos a Kris Jenner en su artículo de Vanity Fair . Más tarde, Jenner visita a un grupo de apoyo para familias con niños que están en su transición. |              |                         |                           |                      |
| 5 | 5            | «Take Pride»            | 23 de agosto de 2015      | 1.02                 |
| Caitlyn se refiere a la comunidad LGBT como «ellos» hasta que visita un evento del Orgullo de Nueva York y finalmente se siente incluida. Jenner intenta reconectarse con sus amigos varones y Scott Disick le ofrece su consejo. |              |                         |                           |                      |
| 6 | 6            | «The Dating Game»       | 30 de agosto de 2015      | 1.11                 |
| Caitlyn se da cuenta de lo difícil que puede ser salir con una mujer trans cuando Candis Cayne habla sobre su historial de relaciones. Jenner intenta que Candis vuelva a creer en el amor. Jenny Boylan insta a Cait a hablar sobre quién le atrae. |              |                         |                           |                      |
| 7 | 7            | «What's in a Name?»     | 6 de septiembre de 2015   | 1.09                 |
| Caitlyn duda sobre usar su nuevo nombre en su club de campo, pero oficialmente cambia su manera de pensar cuando Candis la insta a jugar en ambos lados. La ansiedad de Jenner crece mientras se prepara para asistir a los Premios ESPY y comparte asientos con Kris Jenner. |              |                         |                           |                      |
| 8 | 8            | «A New Beginning»       | 13 de septiembre de 2015  | 1.26                 |
| Caitlyn y Kris Jenner se sientan para expresar sus quejas en un intento de avanzar como familia. Caitlyn planea una ceremonia espiritual para reclamar su nuevo nombre, y se convierte en una celebración simbólica para sus nuevos amigos. |              |                         |                           |                      |

### Temporada 2 (2016)
| N.º en serie | N.º en temp. | Título                          | Fecha de emisión original | Audiencia (millones) |
| --- | ------------ | ------------------------------- | ------------------------- | -------------------- |
| 9 | 1            | «Politically Incorrect»         | 6 de marzo de 2016        | 0.75                 |
| Cait y sus amigas se embarcan en un viaje épico por el país en un autobús turístico, y las demás aprovechan la oportunidad para acorralar a Jenner sobre su orientación sexual y opiniones políticas. |              |                                 |                           |                      |
| 10 | 2            | «Woman of the Year?»            | 13 de marzo de 2016       | 0.48                 |
| Después que se desata una pelea política en el autobús, las mujeres deciden confrontar a Cait por su estilo agresivo de debate y le sugieren un enfoque más femenino. |              |                                 |                           |                      |
| 11 | 3            | «Partner Up»                    | 20 de marzo de 2016       | 0.72                 |
| Después de ver como un chico defiende a Candis Cayne por ser trans, Cait revela sus temores más profundos sobre salir con hombres. |              |                                 |                           |                      |
| 12 | 4            | «The Great Debate»              | 27 de marzo de 2016       | 0.55                 |
| Cait lucha por mostrar moderación durante los debates demócratas, pero también lo hacen sus amigos cuando visitan el alma mater de Jenner, que es una universidad cristiana conservadora en Iowa. |              |                                 |                           |                      |
| 13 | 5            | «Great Scott!»                  | 3 de abril de 2016        | 0.62                 |
| Durante una vista de Scott Disick, ambos luchan por encontrar un terreno común. Mientras tanto, Cait y sus amigas asisten a una ceremonia para celebrar el Día Internacional de la Memoria Transexual. |              |                                 |                           |                      |
| 14 | 6            | «Guess Who's Coming to Dinner?» | 10 de abril de 2016       | 0.79                 |
| En un intento por mejorar su relación, Kris Jenner visita a Cait en Nueva Orleans. Pero cuando ambos recuerdan sus momentos antiguos, las amigas de Jenner deciden intervenir. |              |                                 |                           |                      |
| 15 | 7            | «Kiss and Make-Up»              | 17 de abril de 2016       | 0.86                 |
| Cait trata de asumir la responsabilidad de su parte en el final de su matrimonio con su exesposa Kris Jenner. Por otro lado, Candis Cayne analiza las opciones para adoptar un bebé. |              |                                 |                           |                      |
| 16 | 8            | «Houston, We Have a Problem»    | 24 de abril de 2016       | 0.86                 |
| Cait está decidida a demostrar que está comprometida con la causa LGBT al arriesgarse a ser arrestada en Houston con sus amigas. Mientras tanto, su compañera Ella intenta reparar las vallas con su padre que luchó por aceptar su transición. Además, mientras están con las chicas, Jenner y Candis Cayne se besan. |              |                                 |                           |                      |

## Recepción

### Comentarios de la crítica
El primer episodio de I Am Cait recibió reseñas positivas por parte de los críticos de televisión, quienes presenciaron una transmisión previa al estreno de la serie. En el sitio web Metacritic, que asigna una calificación media ponderada de 100 al recopilar varias reseñas diferentes, el programa obtuvo un puntaje de 67, con diecisiete reseñas recopiladas. Brian Lowry, de la revista Variety, elogió el objetivo de la serie y declaró que: «la tensión se muestra mucho en el estreno, que obviamente busca un plano más elevado – muy consciente de la decisión de Jenner de educar y ayudar a los jóvenes vulnerables – mientras se aferra a las convenciones familiares de los programas de realidad».
Frank Scheck, un periodista de The Hollywood Reporter, también enfatizó el enfoque de la serie para abordar los problemas de la comunidad transgénero y escribió: «Claramente lucha por transmitir mensajes serios sobre la tolerancia de la comunidad transgénero, a la vez que presenta unos detalles cómicos sobre las Kardashians. I Am Cait emerge como un esfuerzo sorprendentemente reflexivo aunque innegablemente egoísta». También expresó preocupación sobre si la serie sería capaz de «continuar con su delicado acto de equilibrio de representar los muchos desafíos que acompañan a la nueva identidad de Jenner mientras nos muestra el material cómico sensacionalista que anhelan los espectadores». Jane Mulkerrins, del sitio The Daily Telegraph, describió al programa como «noble», apreció el enfoque sobre los problemas y también señaló que contiene «mucha ligereza».
Tom Gliatto, de la revista People, dijo que la serie «está muy cerca de parecerse a un episodio de OWN de Oprah Winfrey que un programa de E!» Verne Gay, de Newsday, etiquetó la serie como «el documental más anticipado de E! en la historia» y señaló su enfoque diferente al añadir que «lo que los espectadores ... verán el domingo es algo completamente nuevo -- estimulante, emocional e incluso conmovedor». Sandra González, de Mashable, elogió el programa y afirmó que «también destaca las historias que no terminan cuando se apaga el televisor o cuando las revistas ya no están en las gradas». Además, añadió que «con momentos crudos y tontos, la serie tiene exactamente lo que necesita para existir en una red donde el entretenimiento y la empatía no siempre van de la mano». Michael Idato, de The Sydney Morning Herald, describió la serie como «incómoda, hermosa, brutalmente honesta». Don Kaplan, de New York Daily News, dijo que el programa es «conmovedor, divertido e inteligente ya que nos muestra las secuelas inmediatas del cambio tan publicitado de Jenner de un hombre que pasó los últimos 40 años como uno de los atletas más masculinos del mundo a una mujer profundamente preocupada por cómo este nuevo estilo de vida afectará a su familia de forma inmediata».
Mike Hale, del periódico The New York Times, afirmó que la serie «brillante» carecía de conflictos. Hale escribió que I Am Cait «logra sus metas inspiradoras, educativas y motivadoras ... No es totalmente exitosa como una serie de realidad dramática, pero tal vez eso es de esperar dado lo alto que está en juego, tanto por la causa transgénero como por la marca personal de Jenner». Hale también comparó al programa con dos nuevas series de realidad sobre la comunidad transgénero y añadió que los programas I Am Jazz y Becoming Us «... son más capaces de generar cierta tensión y discordia, tal vez porque se centran en las personas más jovenes y tienen lugar fuera de la burbuja de afirmación de las celebridades». Michelle Ruiz, de la revista Vogue, señaló lo importante que es el programa para la sociedad estadounidense que aún lucha por comprender a la población transgénero. Además, añadió que «hace que sea un poco más difícil para alguien que nunca ha conocido a una persona transgénero, reducirlos a una idea abstracta en lugar de un ser humano. Es un comienzo».

### Audiencia
La emisión inicial del estreno del programa obtuvo 1.2 puntos de rating en adultos de entre 18-49 años y 2.73 millones de espectadores en total. El estreno de la serie en la señal de Australia se convirtió en el noveno programa más visto de la televisión por suscripción en el país, con un total de 59,000 espectadores.

### Premios
El programa consiguió un empate en la categoría de mejor programa de realidad excepcional en los GLAAD Media Awards en abril de 2016.

## Historial de transmisión
La serie de realidad se estrenó en Estados Unidos y Canadá a las 8:00 PM (ET) el 26 de julio de 2015, en la cadena televisiva E!. En Australia, el programa debutó en la versión nacional de E! el 27 de julio, y en Reino Unido por primera vez el 2 de agosto de 2015. Además, la serie se transmitió a través de E! en 123 países y fue doblada en 24 idiomas.

## DVD
En noviembre de 2015, se lanzó un DVD de la primera temporada en Australia. La segunda temporada se publicó en el mismo formato el 7 de julio de 2016.